# Tania Libertad

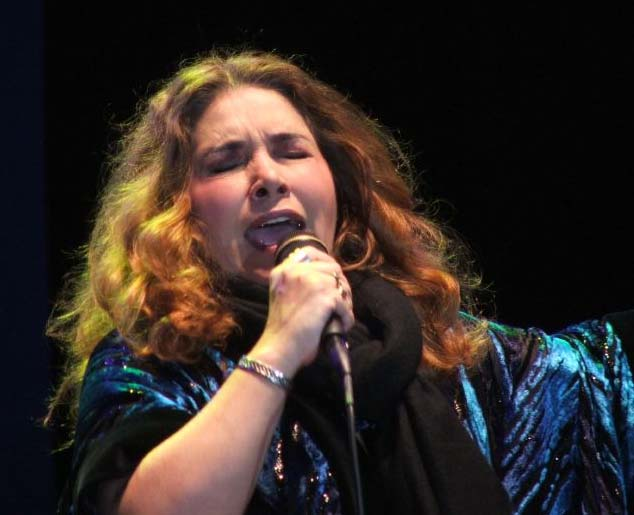
Tania Libertad podczas występu w Durango 26 lipca 2008

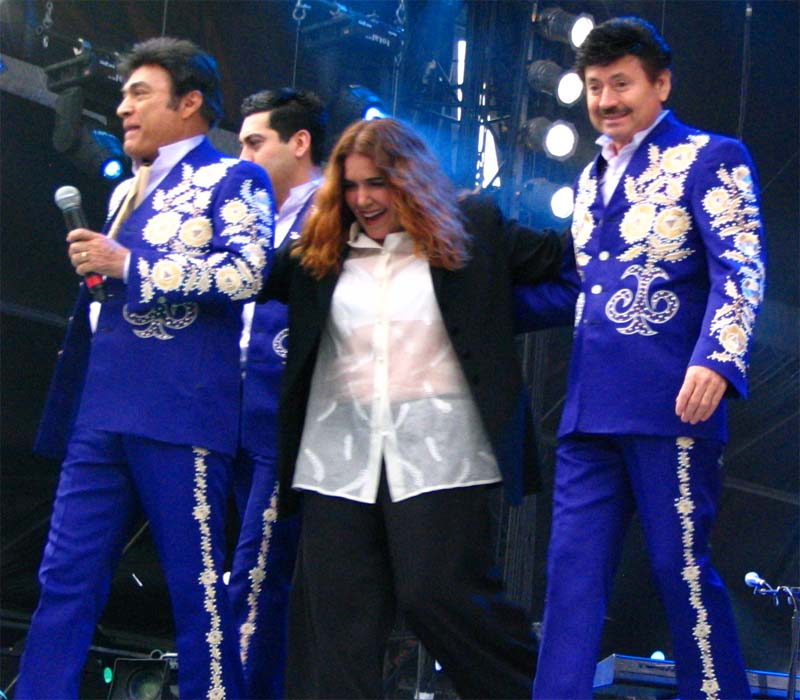
Tania Libertad z Los Tigres del Norte, 17 maja 2007

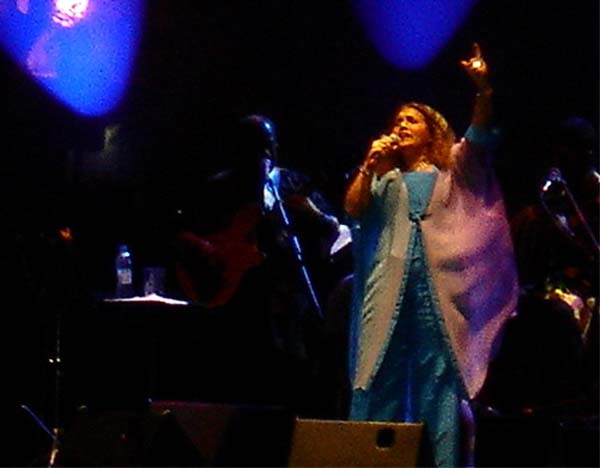
Tania Libertad podczas Cultural Festival w Zacatecas, 13 kwietnia 2006

Tania Libertad de Souza Zúñiga, bardziej znana jako Tania Libertad (ur. 24 października 1952) – peruwiańska wokalistka, od 1978 roku mieszka w Meksyku. Uhonorowana tytułem Artysty UNESCO na rzecz Pokoju.

## Życiorys

### Dzieciństwo i młodość
Urodziła się w małym miasteczku Zana w Regionie Lambayeque na północnym wybrzeżu Peru. Jej matka była pielęgniarką rodzimego pochodzenia, a jej ojciec – policjantem o portugalskich korzeniach. Wychowała się w stolicy regionu Chiclayo razem z siedmioma starszymi braćmi.
Po raz pierwszy na scenie zaśpiewała w wieku pięciu lat w Chiclayo. We wczesnych latach śpiewała tradycyjne peruwiańskie i meksykańskie piosenki, w tym walce i bolera. Kiedy ojciec odkrył jej talent muzyczny, zachęcił ją o śpiewania piosenek, które napisał dla swoich kochanek. Tania twierdziła później, że były to marne piosenki, ale pomogły jej odróżnić muzykę dobrą od złej. Dalej rozwijała swój repertuar o tradycyjne pieśni i muzykę rockową. W wieku siedmiu lat brała udział w konkursach śpiewu, mając osiem – znała już 300 boler. Nagrywać płyty zaczęła mając lat dziewięć.

### Kariera
Jako nastolatka przeniosła się do Limy. Śpiewała tam w klubach, a jej ojciec pracował jako jej menedżer. Wkrótce otrzymała propozycję kontraktu z RCA Records i miała swój pierwszy krajowy hit – La Contamanina. Następnie przekonała ojca, aby pozwolił jej studiować inżynierię w rybołówstwie na uniwersytecie. Nigdy później nie pracowała w zawodzie, ale uniwersyteckie doświadczenia zbliżyły ją do ludzi związanych ze sztuką, zaangażowanych w ruchy lewicowe, a zwłaszcza antywojenne. W tym czasie zainteresowania muzyczne Libertad skierowały się w stronę muzyki afro-peruwiańskiej, która rozkwitła w jej rodzinnej północy.
W 1976 roku zaczęła podróżować za granicę, m.in. na Kubę, gdzie szukała inspiracji w tradycyjnej muzyce. Brak powodzenia jej nowej muzyki w Peru oraz panujący tam rasizm i seksizm skłonił ją do emigracji do Meksyku. Związała się tam z łacińskimi artystami, którzy uciekli ze swych ojczyzn z powodów politycznych. Wkrótce znalazła pierwszą pracę w Blanquita Theatre w Meksyku. Tu otrzymała od PolyGram propozycję umowy na płytę z utworami w kubańskim stylu trova, afro-peruwiańskimi piosenkami z salsą i bolero. W 1985 roku ukazał się jej pierwszy album Boleros. Od tego czasu mieszka w Meksyku; śpiewała w ponad 20 krajach na wszystkich kontynentach. Na koncertach współpracowała z takimi artystami jak Miguel Bose, Plácido Domingo, Cesária Évora, Mercedes Sosa i Kiri Te Kanawa.

### Wpływy
Pomimo że nie ma pochodzenia afrykańskiego Tania Libertad inspiracji szuka głównie w afro-peruwiańskiej rdzennej muzyce obszaru, w którym się urodziła, zamieszkanym głównie przez potomków afrykańskich niewolników.

## Życie prywatne
Libertad jest żoną biznesmena; mają syna. Wszyscy mieszkają w Meksyku.
Ona sama uważa się za obywatela świata, wyznaje filozofię Simóna Bolívara, który twierdził, że Ameryka Łacińska powinna być jednolitym ciałem, bez granic i podziałów na państwa.

## Dyskografia
Tania Libertad nagrała 38 albumów sprzedanych w ponad 40. milionach egzemplarzy.
- Tania Libertad
- Soy Peruana
- La Contamanina
- Mejor que nunca
- La dulce voz de Tania Libertad
- El mismo Puerto
- Concierto en la voz de Tania Libertad
- Hits
- Hits Vol. II
- Alfonsina y el mar
- Lo inolvidable de Chabuca Granda
- Como una campana de cristal
- Boleros
- Nuevamente Boleros
- Me voy pa'la pachanga
- Trovadicción
- Mucho corazón
- Razón de Vivir (duet z Djavan)
- Tania canta a José Alfredo Jiménez (duet z Vicente Fernandez)
- Boleros hoy (wspólnie z Armando Manzanero, Miguel Bose, Ivan Lins oraz Azucar Moreno)
- México Lindo y Querido
- África en América
- La Libertad de Manzanero
- Amar Amando
- Tania y su sabrosa Libertad
- Himno al amor
- Mujeres apasionadas
- Tomate esta botella conmigo
- Armando la Libertad
- Blue Note, Live in New York
- La vida, ese paréntesis (wspólnie z Joan Manuel Serrat i Willie Colon)
- Arias de Ópera, ¿Y... por que no?
- Costa Negra
- 20 De Colección